# IWI ACE
O IWI ACE (antigamente IMI Galil ACE) é uma família de rifles desenvolvidos e originalmente fabricados por um fabricante israelense de armas de fogo, Israel Military Industries (IMI) de Ramat HaSharon, agora conhecido como Israel Weapon Industries (IWI) e também produzido sob licença pela FAMAE, Indumil, RPC Fort and Z111 Factory. É produzido em três calibres diferentes; 5,56×45mm NATO, 7,62×39mm e 7,62×51mm NATO.

## Galeria

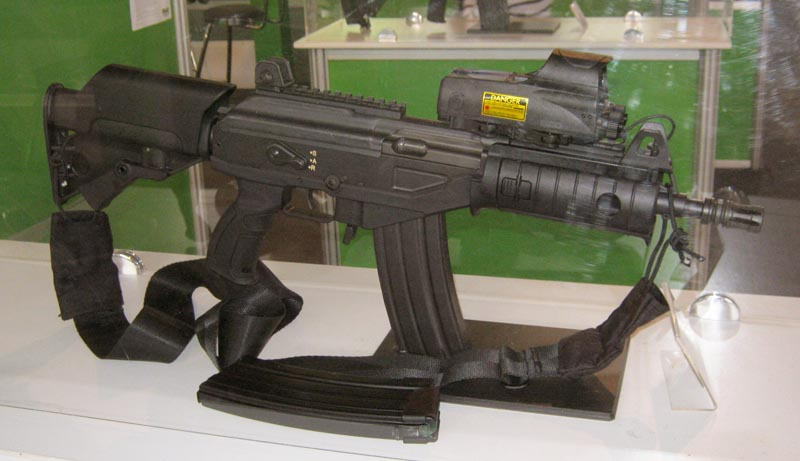
Uma visão do lado direito do ACE 21 (5,56×45mm NATO), com uma solda de bochecha em seu buttstock.
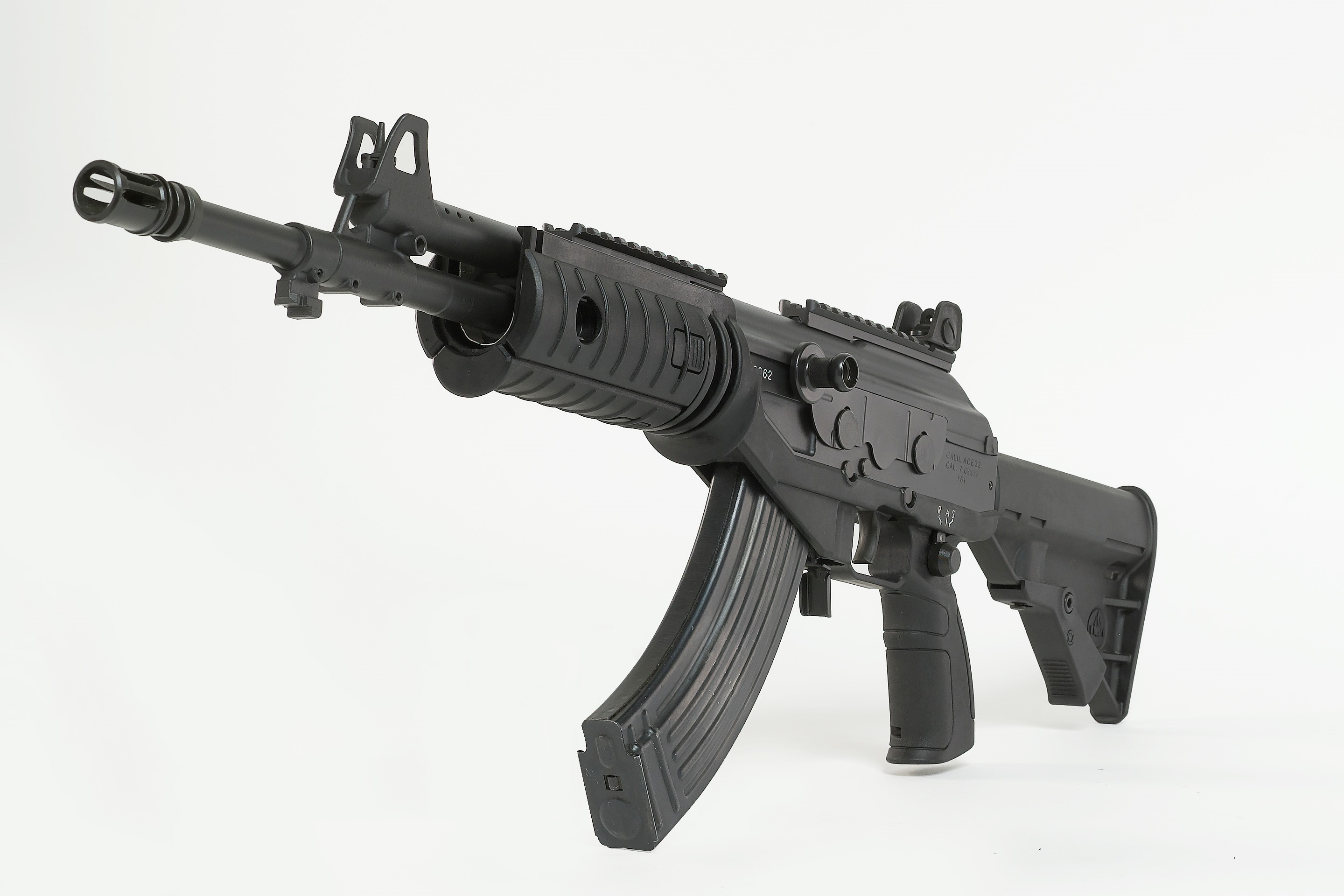
Uma visão do lado esquerdo do ACE 32 (7,62×39mm).
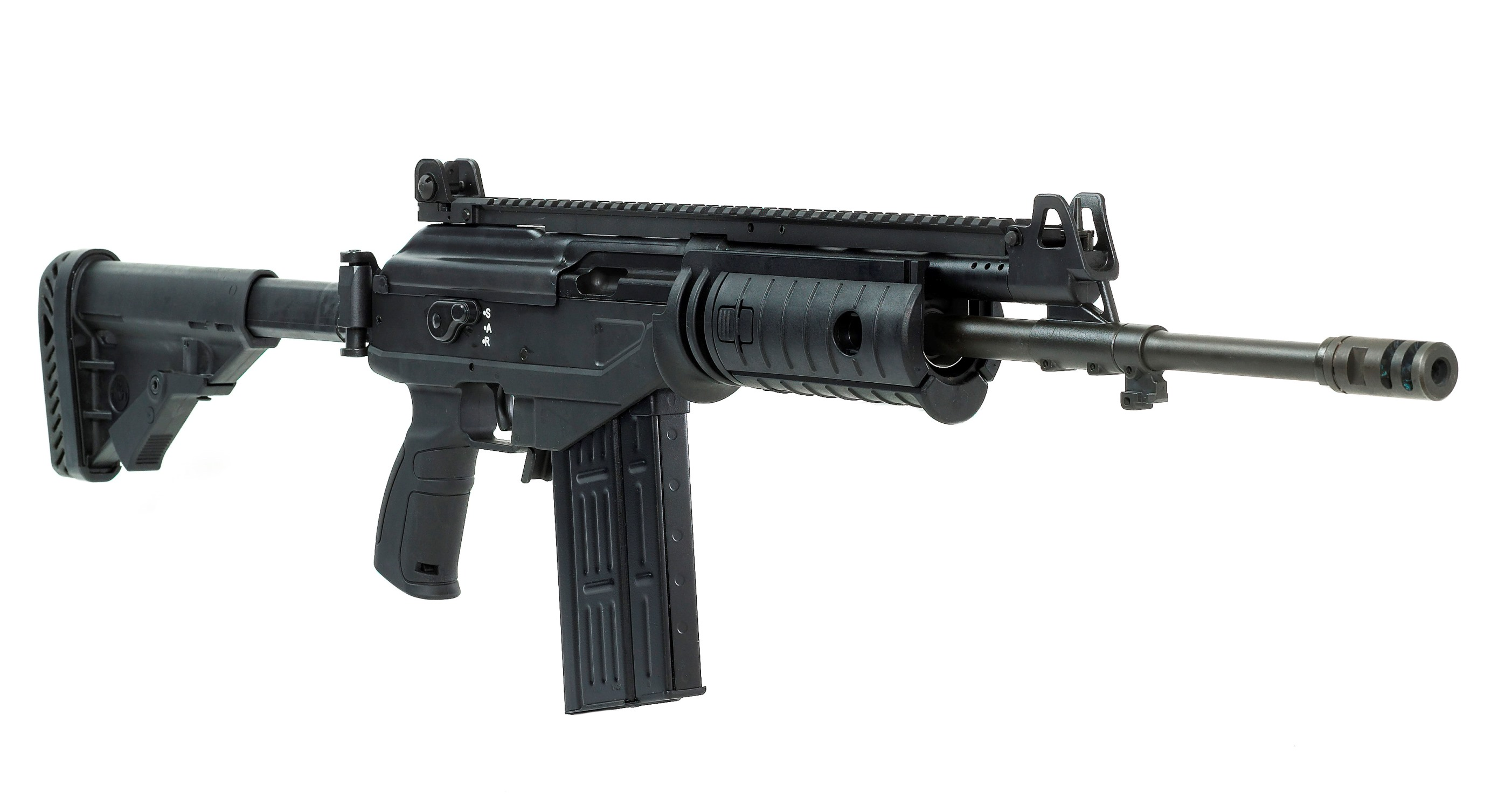
Uma visão do lado direito do ACE 52 (7,62×51mm NATO)